# VIII. Zivilsenat des Bundesgerichtshofes
Der VIII. Zivilsenat ist ein Spruchkörper des Bundesgerichtshofs. Es handelt sich um einen von derzeit insgesamt dreizehn Senaten, die sich mit Zivilsachen befassen.
Er ist hauptsächlich für Kaufrecht und Wohnraummietrecht zuständig.

## Errichtung
Der VIII. Zivilsenat wurde zum 1. Oktober 1956 errichtet.

## Besetzung
Der Senat ist gegenwärtig (Stand: Juni 2024) wie folgt besetzt:
- Vorsitzender: Ralph Bünger
- Stellvertretender Vorsitzender: Frank Kosziol
- Beisitzer: Ulrike Liebert, Karsten Schmidt, Simone Wiegand, Susanne Matussek, Daniel Reichelt, Volker Messing, Sonja Böhm

## Vorsitzende
| Nr. | Name (Lebensdaten)            | Beginn der Amtszeit | Ende der Amtszeit  |
| --- | ----------------------------- | ------------------- | ------------------ |
| 1   | Emil Großmann (1892–1980)     | 1. Oktober 1956     | 31. März 1960      |
| 2   | Kurt Pagendarm (1902–1976)    | 1. April 1960       | Oktober 1961       |
| 3   | Oskar Haidinger (1908–1987)   | 1. Dezember 1961    | 29. Februar 1976   |
| 4   | Wolfram Braxmaier (* 1922)    | 28. Juli 1976       | 31. Mär. 1989      |
| 5   | Eckhard Wolf (1932–2018)      | 30. März 1989       | 30. April 1996     |
| 6   | Katharina Deppert (1941–2024) | 2. Mai 1996         | 30. Juni 2006      |
| 7   | Wolfgang Ball (* 1948)        | 26. Juli 2006       | 31. Januar 2014    |
| 8   | Karin Milger (* 1955)         | 1. Juli 2014        | 30. September 2021 |
| 9   | Rhona Fetzer (* 1963)         | 2. Mai 2022         | 10. Januar 2023    |
| 10  | Ralph Bünger (* 1963)         | 22. März 2023       |                    |

## Zuständigkeit
Nach dem Geschäftsverteilungsplan des BGH (Stand 2024) ist der VIII. Zivilsenat (seit 2012 praktisch unverändert) zuständig für:
1. die Rechtsstreitigkeiten über
  1. Ansprüche aus Kauf und Tausch von beweglichen Sachen und Rechten, soweit nicht der V. Zivilsenat (Nr. 1 d, Nr. 3), der IX. Zivilsenat (Nr. 6 a), der XI. Zivilsenat (Nr. 1 a) oder der XIII. Zivilsenat (Nr. 1) zuständig ist,
  2. Ansprüche aus dem Erwerb eines Handelsgeschäfts (§ 95 Abs. 1 Nr. 4 d GVG),
  3. Ansprüche aus Besitz und Eigentum an beweglichen Sachen, soweit im Zusammenhang mit Verträgen über Kauf oder Tausch von beweglichen Sachen oder Rechten Eigentum vorbehalten oder zur Sicherheit übertragen worden ist,
  4. Leasing;
2. die Entscheidungen in Rechtsstreitigkeiten über Wohnraummietverhältnisse einschließlich der Rechtsstreitigkeiten über das Vorkaufsrecht des Mieters nach § 577 BGB.

Die Zuständigkeit für Rechtsstreitigkeiten über Ansprüche aus Kauf und Tausch, die das Erneuerbare-Energien-Gesetz (EEG) oder das Kraft-Wärme-Kopplungsgesetz (KWKG) betreffen (Teilbereich aus GVP 2019 VIII. Zivilsenat Nr. 1a), ist am 1. September 2019 auf den neu geschaffenen XIII. Zivilsenat übergegangen.